# Obersaxen Mundaun
Obersaxen Mundaun je obec ve švýcarském kantonu Graubünden, okresu Surselva. Nachází se na náhorní plošině nad údolím Předního Rýna, asi 40 kilometrů jihozápadně od kantonálního hlavního města Churu, v nadmořské výšce 1 281 metrů. Má přibližně 1 200 obyvatel.
Obec vznikla k 1. lednu 2016 sloučením obcí Mundaun a Obersaxen.

## Lyžařské středisko
Lyžařský areál Obersaxen Mundaun zahrnuje 17 vleků a 120 kilometrů sjezdovek. Nejvyšší horou, na které je možno lyžovat, je Piz Sezner s nadmořskou výškou 2310 metrů.